# Oratorio di Vicolo del Cedro

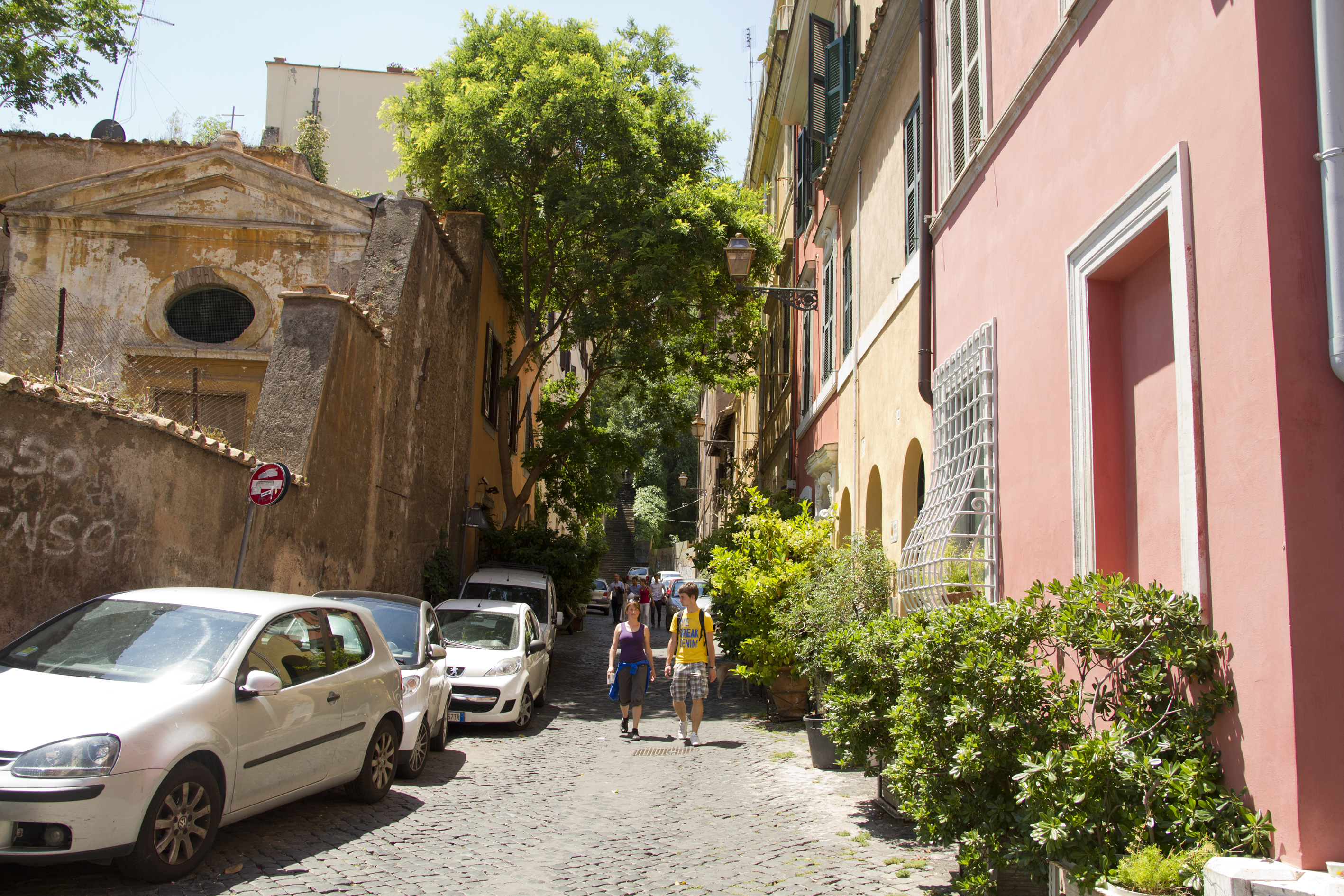
Nesta vista do Vicolo del Cedro, o oratório é claramente visível à esquerda.

Oratorio di Vicolo del Cedro é um oratório conventual localizado no Vicolo del Cedro, no rione Trastevere, perto da esquina com a Via del Mattonato. A dedicação origina é desconhecida e o oratório está desconsagrado.

## História
Esta pequena capela não aparece nas listas tradicionais de igrejas de Roma. Mariano Armellini, por exemplo, não a cita. Com base no estilo, ela tem sido datada no século XVIII. Contudo, por conta do design muito simples, é possível que ele seja do século anterior. O Mapa de Nolli (1748) aponta um edifício de mesmo tamanho no mesmo local, mas não o identifica e nem o numera.

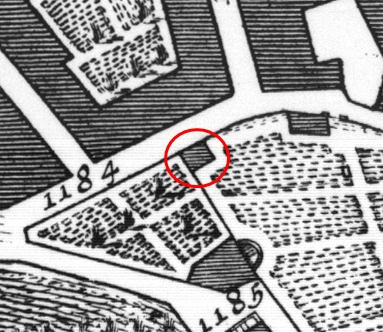
Localização no Mapa de Nolli (1748).

Até 1873, todo o quarteirão limitado pelo Vicolo del Cedro, Via della Paglia e Vicolo della Frusta (com exceção da esquina mais ocidental) era ocupado principalmente pelo convento das carmelitas descalças de Sant'Egidio in Trastevere, construído em 1610, conhecido como Monastero di Santo Egidio. As irmãs mantinham um grande jardim para o oeste, necessário porque elas viviam em clausura. A pequena capela ficava no canto noroeste deste jardim, o mais distante dos demais edifícios do complexo quanto era possível sem deixá-lo. Não havia acesso a partir da via. Tendo como exemplo as práticas de outras freiras carmelitas enclausuradas de meados do século XX, é possível supor que o oratório era dedicado a Virgem Maria e provavelmente abrigava uma imagem venerada pelas irmãs. Outras hipóteses são uma capela para veneração solitária e uma capela funerária.
Quando o convento foi confiscado pelo governo italiano em 1873, a capela provavelmente já estava abandonada. O jardim foi completamente tomado por grandes edifícios de apartamentos baratos, provavelmente construídos na década de 1950. Até 2010, a capela estava completamente abandonada, mas obras foram realizadas no local para restaurá-la.

## Descrição
A estrutura é diminuta e de formato retangular com um teto inclinado recoberto com telhas e paredes de tijolos pintadas de amarelo-ocre. A maior parte desta pintura foi, contudo, raspada antes da restauração mais recente. A parede direita e do fundo estão incorporadas no muro que cercava o antigo jardim do convento, que continua de forma intermitente ao longo do Vicolo del Cedro, apesar dos muitos trechos demolidos e rebaixados.
A capela fica no alto de uma base e, por isso, parece ter uma cripta. Há uma alcova nesta base, logo abaixo da porta de entrada, que pode ser acessada atualmente através de uma escada de metal moderna. O portal tem uma arquitrave elevada e, sobre ela, uma janela elíptica horizontal (oeil-de-boeuf). A fachada é coroada por um frontão triangular em cujo ápice há um crucifixo de metal. Na parede esquerda, que ficava para o interior do jardim, tem uma janela retangular.